# 哈维尔·巴雷罗
海梅·哈维尔·巴雷罗·洛佩斯（西班牙語：Jaime Javier Barrero López，1949年9月18日—2022年5月3日），西班牙政治人物，曾任众议院议员、第二副议长等职。

## 生平
1997年至2008年，担任安达卢西亚西班牙工人社会党总书记。1982年至2016年，担任西班牙众议院议员。2015年12月至2017年10月，担任韦尔瓦港务局局长。2022年5月3日在韦尔瓦逝世。

## 荣誉
- 圣雷蒙多·德佩尼亚福特勋章大十字勋章（1996年）[3]
- 民事功绩大十字勋章（2010年）[4]
- 天主教伊莎贝尔大十字勋章（2016年）[5]